# Loma Cafetal
Loma Cafetal är en ort i Mexiko.   Den ligger i kommunen San Felipe Jalapa de Díaz och delstaten Oaxaca, i den sydöstra delen av landet, 300 km sydost om huvudstaden Mexico City. Loma Cafetal ligger 384 meter över havet och antalet invånare är 183.
Terrängen runt Loma Cafetal är bergig västerut, men österut är den kuperad. Runt Loma Cafetal är det glesbefolkat, med 17 invånare per kvadratkilometer. Närmaste större samhälle är San Lucas Ojitlán, 19,6 km öster om Loma Cafetal. I omgivningarna runt Loma Cafetal växer i huvudsak städsegrön lövskog.